# Tadeusz Rutkowski
Pour les articles homonymes, voir Rutkowski.
Tadeusz Rutkowski, né le 25 avril 1951 à Cracovie, est un haltérophile polonais. 

## Carrière
Tadeusz Rutkowski participe aux Jeux olympiques de 1976 à Montréal et aux Jeux olympiques de 1980 à Moscou et remporte la médaille de bronze.